# Stazione di Sagamiko
La stazione di Sagamiko (相模湖駅?, Sagamiko-eki) è una stazione ferroviaria situata nel quartiere di Midori-ku della città di Sagamihara, nella prefettura di Kanagawa, e serve la linea linea principale Chūō della JR East.

## Linee

### Treni
East Japan Railway Company
■■ Linea principale Chūō

## Struttura
La stazione è dotata di un marciapiede a isola e uno laterale, con tre binari passanti. Il binario 2 è usato promiscuamente per entrambe le direzioni. Il fabbricato viaggiatori è collegato ai marciapiedi da un sovrappassaggio.
| 1-2 | ■ Linea principale Chūō | per Ōtsuki, Shioyama e Kōfu                      |
| 2-3 | ■ Linea principale Chūō | per Takao, Hachiōji, Tachikawa, Shinjuku e Tokyo |

## Stazioni adiacenti
| «                 | Servizio          | »                 |
| Linea Rapida Chūō | Linea Rapida Chūō | Linea Rapida Chūō |
| ----------------- | ----------------- | ----------------- |
| Takao             | -                 | Fujino            |